# فؤاد بن عبد الحميد الخطيب
فؤاد ابن عبد الحميد ابن أحمد ابن عبد اللطيف ابن عبد الله الخطيب (1925-1995)، كان سفيراً وداعية ورجل أعمال سعودي.

## الحياة الدبلوماسية
كان دبلوماسيا سعودياً على مرتبة سكرتير أول في باكستان، والعراق، ومستشارًا في سفارة المملكة العربية السعودية في الولايات المتحدة الأمريكية. وسفيرًا في كل من جمهورية نيجيريا، وتركيا، وبنغلادش، ونيبال، وماليزيا.
بدأ حياته الدبلوماسية كمساعد لوالده السيد عبد الحميد الخطيب والذي كان أول سفير للمملكة العربية السعودية في جمهورية باكستان الإسلامية. وبعد ذلك عين كالقائم بالأعمال السعودية في الجمهورية العربية العراقية حيث أيضا حصل على شهادة البكالوريس في علم الاقتصاد من جامعة بغداد. وبعد ذلك عين فؤاد عبد الحميد الخطيب كدبلوماسي سعودي في سفارة المملكة لدى الولايات المتحدة الأمريكية برتبة قنصل، ليتطور بعد ذلك خطه الوظيفي ويصبح دبلوماسي لبلاده بمرتبة سفير في مجموعة من الدول الإسلامية: نيجيريا، وتركيا، وبنغلادش، وماليزيا.

## مسيرته في بنغلاديش
كان فؤاد الخطيب أول سفير للمملكة العربية السعودية في الجمهورية الشعبية الناشئة بنغلاديش في عام 1975. وذلك بعد أن استقلت جمهورية بنغلاديش الشعبية عن باكستان وكانت تعرف سابقاً (بباكستان الشرقية) في عام 1971.
وفي بنغلاديش كان لفؤاد الخطيب إسهامات في الجانب الاقتصادي والديني والإنساني. ففي عام 1977 أسس السفير فؤاد الخطيب مجموعة ابن سينا الطبية في بنغلاديش كعمل خيري والتي نمت اليوم لتصبح من أكبر المجموعات الطبية في بنغلادش والتي تملك تملك مستشفتين، ومصانع ادوية ومواد صحية، وجامعات علمية طبية.
وفوق ذلك ساهم فؤاد الخطيب في تأسيس أول بنك إسلامي في بنغلادش عام 1983 واحضر مستثمريين سعوديين وخليجيين باريزين معه في تأسيس البنك، البنك الإسلامي البنغلاديشي المحدود. واليوم البنك يعتبر من أكبر البنوك في بنغلادش حيث يملك أكثر من 300 فرع ويوظف أكثر من 10,000 موظف، وتمويلات لأكثر من 5 ملايين مشروع في بنغلاديش إلى اليوم. وبالإضافة، فإن البنك يتولى حاليا مجموعة كبيرة من المشاريع الخاصة التي تركز بقوة على خدمة الاسر المنخفضة الدخل وأسر الطبقة المتوسطة المنخفضة. مشاريع تشمل عدة مستشفيات، ومدارس، وجامعات، ومراكز ثقافية في مختلف أنحاء البلاد.

## نهاية النشاط السياسي
تم تعيينه كسفير للسعودية في ماليزيا وبعد ذلك قرر فؤاد الخطيب إنهاء نشاطه في الحياة السياسية وأن يعود إلى بلده ليكون قريبا لأبنائه وأحفاده. وعند عودته تسلم فؤاد الخطيب رئاسة الاتحاد الدولي للبنوك الإسلامية ليقوم بذلك بتكملة سيرة حياته التي تركزت حول خدمة الإسلام والمسلمين والإنسانية.

## وفاته
في 28 من أكتوبر عام 1995 توفى فؤاد بن عبد الحميد الخطيب في ي مدينة جدة ودفن في مدينة مسقط رأسه في مكة المكرمة في مقبرة المعلاة.